# جمشید محمودی
جمشید محمودی (زاده 
۱۳ دی ۱۳۶۱) کارگردان، فیلمنامه‌نویس و تهیه‌کننده اهل افغانستان است. محمودی بیشتر با ساخت فیلم‌های چند متر مکعب عشق و شکستن همزمان بیست استخوان و پوست‌شیر شناخته می‌شود. او با ساخت فیلم چند متر مکعب عشق توانست در هفدهمین جشن سینمای ایران برنده تندیس و دیپلم افتخار بهترین فیلم، بهترین کارگردانی، بهترین فیلمنامه، بهترین بازیگر نقش اول مرد، بهترین تدوین، بهترین نقش مکمل مرد، بهترین طراحی صحنه و معرفی استعداد جدید شود. وی برادر نوید محمودی است، او در مصاحبه ای بیان کرده‌است که الگوی او علی نوشین مهر است.

## فیلم‌شناسی

### سینما
| سال  | عنوان                     | کارگردان | نویسنده | تهیه‌کننده | تدوین |
| ---- | ------------------------- | -------- | ------- | --------- | ----- |
| ۱۴۰۰ | آخرین تولد                | نه       | نه      | آری       | نه    |
| ۱۳۹۸ | مردن در آب مطهر           | نه       | نه      | آری       | نه    |
| ۱۳۹۷ | هفت و نیم                 | نه       | نه      | آری       | نه    |
| ۱۳۹۶ | شکستن همزمان بیست استخوان | آری      | آری     | نه        | آری   |
| ۱۳۹۵ | رفتن                      | نه       | آری     | آری       | آری   |
| ۱۳۹۲ | چند متر مکعب عشق          | آری      | آری     | نه        | نه    |

### تلویزیون
| سال  | عنوان    | کارگردان | نویسنده | تهیه‌کننده | تدوینگر |
| ---- | -------- | -------- | ------- | --------- | ------- |
| ۱۳۹۷ | دل‌دار    | آری      | نه      | نه        | نه      |
| ۱۳۹۶ | سایه بان | آری      | آری     | نه        | نه      |

### نمایش خانگی
| سال  | عنوان    | کارگردان | نویسنده | تهیه‌کننده | تدوین |
| ---- | -------- | -------- | ------- | --------- | ----- |
| ۱۴۰۱ | پوست شیر | آری      | آری     | نه        | نه    |

## جوایز و افتخارات
برنده تندیس و دیپلم افتخار بهترین فیلم، بهترین کارگردانی، بهترین فیلمنامه، بهترین بازیگر نقش اول مرد، بهترین تدوین، بهترین نقش مکمل مرد، بهترین طراحی صحنه و معرفی استعداد از هفدهمین جشن سینمای ایران برای فیلم «چند متر مکعب عشق».
بهترین فیلمنامه از هشتمین جشنواره فیلم‌های ایرانی استرالیا برای فیلم «شکستن همزمان بیست استخوان» (۱۳۹۸)